# Рохас (округ)
Округ Ро́хас (ісп. Rojas) — адміністративно-територіальна одиниця 2-ого рівня у провінції Буенос-Айрес в центральній Аргентині. Адміністративний центр округу — Рохас (ісп. Rojas).
Населення округу становить 23432 особи (2010). Площа — 2050 кв. км.

## Історія
Округ заснований у 1822 році.

## Населення
У 2010 році населення становило 23432 особи. З них чоловіків — 11382, жінок — 12050.

## Політика
Округ належить до 2-ого виборчого сектору провінції Буенос-Айрес.